# Beat Glogger
Beat Glogger (* 12. März 1960 in Zürich) ist ein Schweizer Wissenschaftsjournalist, Fernsehmoderator und Autor. Er ist Träger der Ehrendoktorwürde der Universität Zürich.

## Leben
Beat Glogger studierte von 1979 bis 1984 Mikrobiologie und Biochemie an der Universität Zürich und schloss als diplomierter Naturwissenschaftler ab. Von 1985 bis 1987 absolvierte er ein Volontariat beim Wissenschaftsmagazin MTW des Schweizer Fernsehens sowie eine Journalismusausbildung am Medien-Ausbildungs-Zentrum. Von 1987 bis 1999 war er Redaktor und Moderator von MTW und ab 1994 auch Redaktionsleiter. Unter seiner Leitung wandelte sich das Magazin von der herkömmlichen Bildungssendung zum populärwissenschaftlichen Informationsmagazin.
Von 1999 bis 2002 lebte er als Korrespondent des Schweizer Fernsehens und freier Wissenschaftsjournalist in Zentralamerika, von wo aus er diverse Zeitungen, Zeitschriften und Fernsehstationen in Deutschland und der Schweiz mit Arbeiten belieferte. Seit seiner Rückkehr in die Schweiz 2003 arbeitet er mit seiner Agentur Scitec-Media GmbH im Bereich Wissenschaftskommunikation. Ausserdem war von 2005 bis 2022 Studienleiter für Wissenschaftsjournalismus am Medien-Ausbildungs-Zentrum, der Schweizer Journalistenschule. Von November 2009 bis Februar 2017 betreute er auch die wöchentlichen Wissen-Seiten der Pendlerzeitung 20 Minuten. Von Januar 2016 bis Dezember 2018 produzierte seine Agentur die Seiten Wissen in diversen Deutschschweizer Tageszeitungen. Glogger war der Gründer von higgs.ch, einer Webplattform für Wissenschaftsjournalismus, die 2018 online ging, ihren Betrieb aber "aus wirtschaftlichen Gründen" im Juli 2022 einstellen musste. Ende 2018 hat er die Gründung der Stiftung «Wissen für alle» initiiert, welche die Förderung des Wissenschaftsjournalismus zum Ziel hat.
Glogger publizierte mehrere populärwissenschaftliche Sachbücher und drei Wissenschafts-Thriller. Für den Erstling Xenesis wurde er 2005 mit dem „Prix Media“ der Akademie der Naturwissenschaften Schweiz ausgezeichnet.
Er war Vater eines behinderten Sohnes, der 2025 mit 29 Jahren starb.

## Werke
Nebst vielen Beiträgen fürs Fernsehen und die Presse publizierte Beat Glogger folgende Bücher:
- Die Schweiz im Treibhaus: Regionale Auswirkungen der globalen Klimabedrohung. Werd, Zürich 1993, ISBN 3-85932-122-6.
- Das Wetter… morgen. Mondo, Vevey 1993, ISBN 2-88168-396-7.
- MTW-Highlights. 20 Jahre Wissenschaft am Schweizer Fernsehen. Werd, Zürich 1994.
- Heisszeit. Klimaänderungen und Naturkatastrophen in der Schweiz. VDF, Zürich 1998, ISBN 3-7281-2613-6.
- Xenesis. Thriller. Rowohlt-Taschenbuch-Verlag, Reinbek bei Hamburg 2004, ISBN 3-499-23613-3 (Thema Xenotransplantation).
- Lauf um mein Leben. Thriller. Rowohlt-Taschenbuch-Verlag, Reinbek bei Hamburg 2008, ISBN 978-3-499-24835-1 (Thema Gendoping).[8]
- Zürcher Pioniergeist. Porträts von Menschen mit Ideen. Lehrmittelverlag LMV, Zürich 2014, ISBN 978-3-03713-677-5 (Herausgeber und Mitautor).[9]
- Zweimaltot. Roman. Friedrich Reinhardt Verlag, Basel 2019, ISBN 978-3-7245-2324-6. (Thema: Neuroprothesen) www.zweimaltot.ch

## Auszeichnungen
- 2005: Prix Media der Akademie der Naturwissenschaften Schweiz für den Science-Thriller Xenesis
- 2006: Nomination zum Descartes-Preis für Wissenschaftskommunikation, vergeben von der Europäischen Kommission
- 2007: Werkbeitrag der Schweizer Kulturstiftung Pro Helvetia.
- 2008: Schweizer Wissenschaftsjournalist des Jahres, für den Artikel «Die Mutanten greifen an» zum Thema Gendoping, im Magazin, Nr. 30, 2008
- 2010: Ehrendoktorat der Universität Zürich, für seine grossen Verdienste um die Kommunikation wissenschaftlicher Inhalte.[10]
- 2014: Werkbeitrag der Schweizer Kulturstiftung Pro Helvetia.